# Cecil Griffiths
Cecil Griffiths   (Neath, 18 de febrer de 1900 - Golders Green tube station, 11 d'abril de 1945) va ser un atleta gal·lès, que va competir durant la dècada de 1920.
Griffiths començà jugant a rugbi, però l'esclat de la Primera Guerra Mundial va tallar la seva progressió. En finalitzar l'escola entrà a treballar al Great Western Railway i en fer els 18 anys es va presentar voluntari al Queen's Westminster, un regiment del cos de voluntaris de Londres. Amb tot, la guerra va acabar abans que Griffiths fos enviat al front.
Mentre estava en l'exèrcit, Griffiths va córrer diverses carreres. Va guanyar la cursa de les 440 iardes del en el Campionat Inter-Services de 1918 a Stamford Bridge. Quan va acabar la guerra es va unir al Club d'Atletisme Surrey i va disputar els Campionats AAA de 1919, on fou tercer en les 440 iardes. El 1920 repetí la posició en aquesta mateixa cursa, i això va fer que fos seleccionat per prendre part en els Jocs Olímpics d'Anvers. En ells, formant equip amb Robert Lindsay, John Ainsworth-Davies i Guy Butler, guanyà la medalla d'or en la cursa del 4x400 metres relleus del programa d'atletisme. Una malaltia impedí que disputés la cursa dels 400 metres.
Poc després dels Jocs, el setembre de 1920, Griffiths va formar part de l'equip britànic que va millor el rècord nacional dels 4×440 iardes amb un temps de 3' 20.8". El 1921 es proclamà campió de Gal·les de les 220 i 440 220 iardes. El 1922 va passar a córrer les 880 iardes. En la seva primera temporada va millorar el rècord de Gal·les d'aquesta distància i el 1923 i 1925 guanyà els Campionats de l'AAA.
A finals de 1923 o principis de 1924 la International Amateur Athletics Federation i l'Amateur Athletic Association van prohibir-li córrer per haver rebut diners el 1917 en uns curses disputades a Neath i Swansea, uns premis que sumats eren inferiors a 10 lliures. Com a ex-professional Griffiths va poder competir en competicions nacionals però se li va impedir representar al Regne Unit en competicions internacionals. Això va fer que no pogués disputar els Jocs Olímpics de París de 1924.
Griffiths es va retirar de l'atletisme el 1929. Durant la Gran Depressió, que va seguir al crac del 29, va quedar a l'atur i es va veure obligat a vendre la majoria dels seus trofeus i medalles. Va morir d'un atac de cor el 1945 a l'estació de tren d'Edgware de Londres.

## Millors marques
- 220 iardes. 22.9" (1921)
- 440 iardes. 49.8" (1921)
- 880 iardes. 1'53.1" (1926)
- 1.000 metres. 2' 31.8" (1925)
- Milla. 4'25.4" (1922)[3][8]